# Toni Basil
Toni Basil (născută Antonia Christina Basilotta; 22 septembrie 1943) este o cântăreață, actriță și coreografă americană. A devenit cunoscută în 1982 datorită hitului „Mickey” care a ajuns pe locul 1 în Billboard Hot 100 și Marea Britanie.